# Route de La Montagne
 (mai 2011).
La route de La Montagne, ou route départementale 41 de La Réunion, est une route de montagne de l'île de La Réunion, département d'outre-mer français dans le sud-ouest de l'océan Indien. Elle traverse le massif situé entre les centres-villes des communes de Saint-Denis et La Possession en desservant leurs quartiers excentrés, respectivement La Montagne et Ravine à Malheur.
Cet axe routier est un axe essentiel pour le transport à La Réunion car il permet d'éviter un tour de l'île aux automobilistes quand la route du Littoral, qui franchit le massif en longeant la côte, au pied de la falaise, est coupée par des éboulis provoqués par les fortes pluies. Les deux voies ne communiquent par aucune bretelle, si ce n'est le chemin Crémont, sentier de randonnée qui joint La Grande Chaloupe, le long de la voie côtière, au lieu-dit Saint-Bernard, lequel relève de La Montagne. 
La RD41 offre également de magnifiques panoramas sur la ville de Saint-Denis.